# Ю-Ги-О: Пирамидата на светлината
„Ю-Ги-О: Пирамидата на светлината“ (на английски: Yu-Gi-Oh! The Movie: Pyramid of Light) е анимационен приключенски филм от 2004 година, продуциран от 4Kids Entertainment, базиран на японската манга и аниме „Ю-Ги-О!“. Участват героите в едноименния телевизионния сериал в ново приключение, в което се развива между третия и четвъртия сезон.
Филмът първоначално е пуснат в Съединените щати от Уорнър Брос Пикчърс под техния етикет Warner Bros. Family Entertainment на 13 август 2004 г., и е пуснат на DVD и VHS на 16 ноември 2004 г. Филмът е пуснат по кината в Япония от Toho на 3 ноември 2004 г. и е излъчен в TV Tokyo на 2 януари 2005 г.

## В България
В България филмът е пуснат на VHS от Съни Филмс през 2005 г. с български дублаж на студио Доли. В него участват Адриана Андреева, Тодор Георгиев, Александър Воронов и Кристиян Фоков.